# Вопли Видоплясова
«Вопли Видоплясова» (укр. Воплі Відоплясова, также «Vоплі Vідоплясова»; сокращённо ВВ) — украинская рок-группа, созданная в 1986 году. Лидер группы — вокалист Олег Скрипка. Группа «Вопли Видоплясова» является основателем украинского рок-н-ролла и этно-рока (группа получила премию «Celebrity Awards 2020» в номинации «Лучшая этно-рок группа»).

## История

### Основание
Организаторами группы стали гитарист Юрий Здоренко и басист Александр Пипа, которые до этого с 1984 года играли хэви-метал в группе SOS. Переломным моментом для друзей-музыкантов стал 1986 год, когда произошла встреча Здоренко и Пипы с музыкантом-шоуменом Олегом Скрипкой. Четвёртым участником «ВВ» стал ударник Сергей Сахно.
Название для новой группы предложил Пипа, который в то время зачитывался Достоевским: «Воплями Видоплясова» именовал свои опусы персонаж повести «Село Степанчиково и его обитатели» — лакей Григорий Видоплясов, охваченный неудержимой тягой к литературному творчеству.
Музыка группы испытала заметное влияние рок-н-ролла, панка и разнообразных этно-стилей.
Участники группы не имеют музыкального образования. Скрипка пришёл в рок-н-ролл из театра и с военного завода, где после учёбы в Киевском политехническом институте работал инженером. Здоренко был водопроводчиком. Сахно учился барабанному делу у ударника киевского мюзик-холла. А Пипу выгнали из музыкальной школы ещё в младших классах. «Я ни разу не встречал басиста, который играл бы хуже меня», — честно признаётся Александр.
В 1987 году «ВВ» дебютировали на фестивале Киевского рок-клуба, где получили приз «Группа года». «Песней года» стал их «Плач Ярославны». В первой концертной программе коллектива звучали песни «Товарищ майор», «Розмова з Махатмою», «Були деньки» и «Танці». Именно «Танці» стали почти неофициальным гимном группы. Это произведение пересекло границы республики и познакомило остальные города Советского Союза с многообещающими дебютантами из Киева.
В 1988 году «Вопли» вместе с земляками из «Коллежского Асессора» и «Рабботой Хо» организовали так называемую «Рок-Артель» и начали гастролировать по стране. Состоялись концерты на вильнюсском «Рок-форуме-88» (диплом фестиваля), на фестивале «СыРок-88», дебют в московском ДК им. Горбунова, съёмки во французском фильме «Рок вокруг Кремля» (где «ВВ» символизировали национальный украинский рок), выступления на фестивалях «Киев — Варшава», «Рок-сырок». Концерты группы проходили с успехом.
В 1989 году группа посетила Ленинград, первый концерт в этом городе был организован Сергеем Фирсовым. Он прошёл в театральном зале «Время» в Автово. Кроме «Воплей», этот концерт был первым в Ленинграде для ГрОб, Янки, Не ждали, пятым участником концерта стал «АукцЫон».
В конце 80-х музыкальный журналист В. Иванов писал: «Атмосфера на концерте „ВВ“ — нечто среднее между гоголевским „Вием“ и колхозным клубом. Звучание — жёсткое, напористое. Характер резкий, жестяной звук гитары в сочетании с пронзительными пассажами баяна. Сценическая пластика, экстравагантный вокал Скрипки делают его наиболее колоритной фигурой группы, но „ВВ“ — это сбалансированный ансамбль ярких индивидуальностей».
Записанный в то время альбом «Танці» известный критик Александр Кушнир внёс в список 100 лучших альбомов советского рока.

### Европа
В 1990 году «ВВ» провели гастроли по европейским странам, где их славянская экзотика пришлась по вкусу. Особенно шоу в исполнении Олега Скрипки полюбилось французам, которые в марте 1990-го предложили группе контракт на выпуск нескольких компакт-дисков. Запись одного из французских концертов в 1991 году вышла на диске «Або-або», который стал дебютным виниловым релизом новой независимой фирмы «Буротина Продакшн» и первой долгоиграющей пластинкой «ВВ».
В 1991 году двое из «ВВ» — Скрипка и Пипа — переезжают в Париж. Творческая командировка затянулась на пять лет. Скрипка находит постоянную работу художественного руководителя девичьего хора в парижском театре Филиппа де Купле. «ВВ» стали интернациональным квартетом, когда в состав влились гитарист Филипп Можа и барабанщик Стефан Муфлие. В таком виде команда иногда выступала в клубах Парижа и пару раз даже была с концертами в бывшем Советском Союзе. «Французский период» продолжался до 1996 года. «Наверно, теперь уже ни за что на свете не стал бы жить в Париже. Сложный город для жизни», — говорил Скрипка через несколько лет после возвращения.

### Возвращение
По возвращении в Киев группа отправила домой французов, пополнив состав Сергеем Сахно и новым гитаристом Евгением Рогачевским. Бывший лидер группы «Раббота Хо» Сергей Попович был взят на должность саунд-продюсера.
В 1997 году был подписан долгосрочный контракт с компанией S.B.A./GALA Records, выпустившей новый альбом «Музіка» с новыми суперхитами «Весна» и «Юра». В 1998 году увидел свет диск «Країна мрій», большую часть которого составили композиции начала 90-х годов. Подобной практике «ВВ» верны до сих пор: в новые альбомы непременно входят несколько архивных записей. Следующая пластинка «ВВ» «Хвилі Амура» вышла в начале 2000 года. Вместе со свежими хитами «Любов» и «Були на селі» сюда вошли и несколько очень старых песен, например, «Розмова з Махатмою», но особенно «ВВ» порадовали новой композицией «День народження» — успеху песни во многом способствовал удачный видеоклип с сюжетом в духе индийских кинофильмов.
В 2000 году «Вопли Видоплясова» побывали на гастролях в Израиле и США, а также выступили перед американским президентом Биллом Клинтоном во время его официального визита на Украину.
В 2006 году выходит студийный альбом «ВВ» под названием «Були деньки», посвящённый 20-летию группы. В январе 2007 года коллектив покидает Александр Пипа. В юбилейный тур по городам Украины с группой отправляется новый басист Алексей Мельченко. В 2008 году группа записывает рок-версию Государственного гимна Украины, а также выпускает двойной концертный альбом, запечатлевший выступление коллектива на фестивале «Рок Сич». В канун нового 2009 года выходит сингл с новым потенциальным хитом — песней «Ладо». Сегодня «Вопли Видоплясова» — достаточно востребованный в мире украинский рок-коллектив.

### 2013
22 сентября 2013 года в Пятигорске «ВВ» участвуют в первом русском «выпуске» международного фестиваля мировой музыки World of Music, Art and Dance (WOMAD) Russia.
С 20 октября «ВВ» участвует в туре по городам Украины, в поддержку своего 10-го альбома «Чудесный мир» (укр. «Чудовий Світ»). Эксклюзивная концертная презентация диска состоялась 28 ноября во Львове на певчей площадке Национального академического украинского драматического театра им. Марии Заньковецкой.

### 2014
В августе 2014 года было объявлено об отмене концертов «ВВ» в Москве и Кубани без официального внесения музыкантов в какой-либо «чёрный список»: «Мы уже в этом списке и в Россию ездить не можем. У нас были запланированы два концерта — в Кубани и в Москве. Их отменили, потому что мы украинцы». В Министерстве культуры РФ заявили: «Мы ничего не знали про запрет — узнали об этом у журналистов». Олег Скрипка подтвердил, что никто в России выступлений группы не запрещал. «Сейчас мы не можем ездить в Россию. Никто не запрещает, но мы просто не можем».

### 2015—2017
«Мы начинали с панк-рока, потом играли этно-рок, сейчас экспериментируем с электронным и оркестровым звучанием — это поиск идеальной музыкальной формы, — говорит Олег Скрипка. — Если ты не меняешься, не развиваешься — то останавливаешься. Потребность каждого артиста — обновлять, расти профессионально. Даже известные песни, которые мы играем много лет, всегда пытаемся исполнять по-новому, искать другие варианты подачи, чтобы песня звучало ярко», — говорит Скрипка.
В последние два года ВВ много гастролируют как на Украине, так и в других странах. Были на гастролях в США, Канаде, Прибалтике, Дании, Германии.
Олег Скрипка много раз выступал перед украинскими бойцами в зоне вооружённого конфликта на востоке Украины, в частности в Дебальцево, в прифронтовых городах и сёлах, в госпиталях. Летом 2016 года «Вопли Видоплясова» осуществили «Фронтовой тур ВВ», выступив перед бойцами в Марьинке, Константиновке и Селидово.

## Состав

### Нынешние участники
- Олег Скрипка — вокал, баян, гитара, саксофон, труба, программирование, клавишные (1986—н. в.)
- Сергей Сахно — барабаны, перкуссия, бэк-вокал (1986—1991, 1997—н. в.)
- Евгений Рогачевский — гитара, бэк-вокал (1998—н. в.)
- Николай Усатый — бас-гитара

### Бывшие участники
- Юрий Здоренко — гитара, бэк-вокал (1986—1991)
- Филипп Можа — гитара, бэк-вокал (1991—1995)
- Жерар Кристоф — гитара, бэк-вокал (1996)
- Стефан Муфлие — барабаны, перкуссия, бэк-вокал (1991—1996)
- Александр Пипа — бас-гитара, бэк-вокал (1986—2007)
- Алексей Мельченко — бас-гитара, бэк-вокал (2007—2017)

## Дискография

### Студийные альбомы
- Країна мрій (1994)
- Музіка (1997)
- Хвилі Амура (2000)
- Файно (2002)
- Були деньки (2006)
- Чудовий світ (2013)

#### Синглы
- Музіка (single) (1996)
- Любов (1998)
- Мамай (2001)
- Гімн-Славень України (2008)
- Ладо (2009)
- Чіо Чіо Сан (2009)
- Відпустка (2010)

### Концертные альбомы
- Або або (1991)
- Закустика (1993)
- В.В. на сцені фестивалю РОК-СІЧ (2008)

### Сборники ремиксов
- День нароDJення (2001)

### DVD
- Відеоколекція (DVD) (2007)
- Відеоколекція (collector’s edition, 2DVD) (2008)

### Неофициальные альбомы
- Хай живе ВВ (1987)
- Перший концерт в Москві (1988)
- Зв’язок (1989)
- Танці (1989)
- Hey, O.K.! (Гей, любо!) (1991)

## Фильмография
- «День радио» (2008) (реж. Дмитрий Дьяченко)

## Награды
Премия «Celebrity Awards 2020» в номинации «Лучшая этно-рок группа»